# Léon Hodebert
Auguste Léon César Haudebert dit Léon Hodebert (1851-1914) est un artiste peintre et lithographe français.

## Biographie
Son père, Auguste César Haudebert, est marchand à Saint-Michel-sur-Loire ; sa mère s'appelle Léonie Marie Trochu.
Prenant le nom de Léon Hodebert, il expose pour la première fois au Salon de Paris en 1877, puis de nouveau en 1879 ; il est élève du comte de Galembert. Il est ensuite régulièrement présent au Salon des artistes français de 1880 à 1909, et dont il devient en 1889 membre.
Charles Touzet fait construire en 1890 la villa La Cuola à La Turbie qui sera décorée de peintures exécutées par son ami Léon Hodebert.[réf. incomplète]
En 1902-1903, après avoir vécu entre Beauvais, Mont-Saint-Aignan, près Rouen, et Paris, il s'installe à Lille, où il enseigne à l'école des beaux-arts de cette ville, ayant de nombreux élèves, dont Pierre Breyne-Marcel,.
Hodebert produit des nus féminins dans un style pompier, des portraits et quelques paysages. Il est l'auteur d'une médaille en bronze pour la ville de Lille (1902) et de quelques lithographies.

## Collections publiques
- Portrait de M. Dieutre, ancien maire de Rouen, huile sur toile, 1884, musée des beaux-arts de Rouen[7].

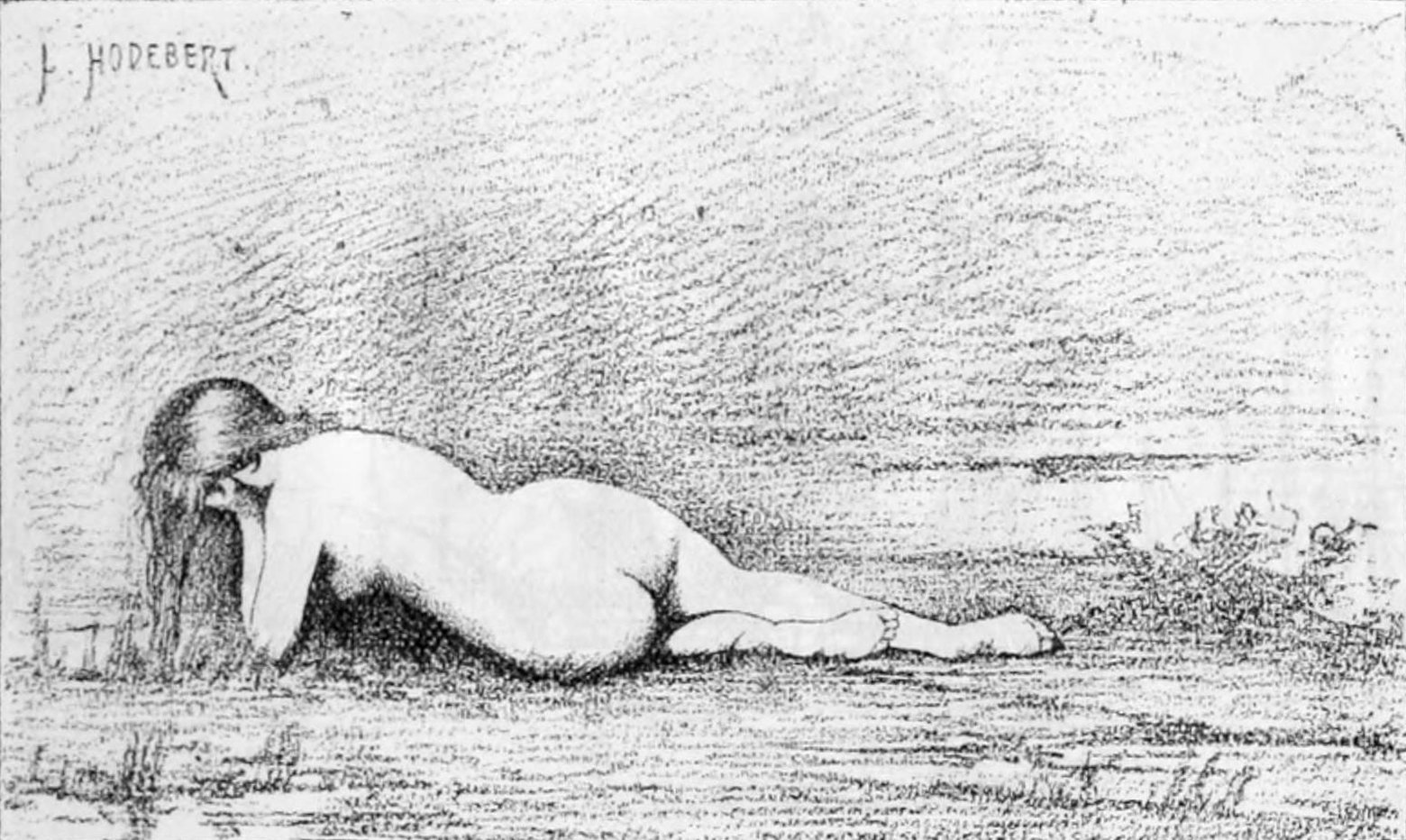
Biblis (1886), dessin préparatoire à La Nymphe de l'étang.

- La Nymphe de l'étang ou Biblis, avant 1895, lithographie originale, Beaux-Arts de Paris.
- Port Haliguen, huile sur toile, avant 1900, musée des beaux-arts de Tours.
- Femme de Bruges, lithographie, avant 1902, Brive-la-Gaillarde, musée Labenche.